# 豊橋鉄道東田本線
東田本線（あずまだほんせん）は、愛知県豊橋市の駅前停留場から赤岩口停留場までと、井原停留場から分岐し運動公園前停留場までを結ぶ豊橋鉄道の軌道路線である。豊橋鉄道では「豊鉄市内線 (Toyotetsu City Line)」と案内している。本項目では廃止された柳生橋支線もあわせて取り上げる。

## 概要
全線が併用軌道の路面電車である。市内線、市電（市内電車の意味）とも呼ばれて親しまれている。1970年代、各地で路面電車の縮小・廃止が相次ぎ、豊橋鉄道でも新川から分岐していた柳生橋支線を廃止するなどしたが、1982年（昭和57年）には井原 - 運動公園前間の支線を開業した。
その後、1998年（平成10年）に駅前停留場の移設による路線延長が行われた。さらに、2005年（平成17年）に駅前停留場と新川停留場の間に駅前大通停留場が新設された。
1989年以降T1000形、モ3100形を除く大半の車両が全面広告電車となっている。
2005年4月1日に名鉄岐阜市内線・美濃町線が廃止されてからは、東海地方で唯一の路面電車となった。また、日本で終電の終着時刻がもっとも遅い路面電車である。

### 路線データ
- 路線距離（営業キロ）：駅前 - 赤岩口間4.8 km、井原 - 運動公園前間0.6 km
- 軌間：1067 mm
- 駅数：14駅（起終点駅含む）
- 運行時間：05:22 - 24:13
- 複線区間：駅前 - 競輪場前間
- 単線区間：競輪場前 - 赤岩口間、井原 - 運動公園前間
- 電化区間：全線（直流600 V）
- 閉塞方式
  - 競輪場前 - 赤岩口および井原 - 運動公園前：特殊自動閉塞式（トロリーコンタクター式）[5]

札木 - 東八町間では、日本に現存する路面電車で唯一国道1号線上を走行する。また井原の分岐点には、鉄道路線としては日本一急な半径11mのカーブ（井原カーブ）がある。このため一部車両はこの区間を通過することができず、車両の運行制限がある（「車両」の節を参照）。

## 歴史
- 1925年（大正14年）
  - 7月14日：豊橋電気軌道により、本線 駅前 - 神明 - 札木十字路間 (0.8 km)、支線 神明 - 柳生橋間 (1.1 km) が開業。
  - 7月21日：札木十字路 - 赤門前（現在の東八町）間 (1.1 km) が開業。
  - 12月25日：赤門前 - 東田間 (1.2 km) が開業。
- 1929年（昭和4年）5月：支線 中柴 - 柳生橋間に松山停留場開業。
- 1931年-1932年：駅前 - 萱町（後の松葉町）間に西宿停留場、萱町 - 神明間に新銭町停留場、支線 神明 - 中柴間に大手橋停留場開業。
- 1937年-1939年：西宿停留場廃止。
- 1945年（昭和20年）
  - 4月1日：運賃を均一制に改定。
  - 6月20日：豊橋空襲により全線不通。
  - 7月8日：前畑 - 東田坂上間復旧。
  - 7月17日：旭橋 - 前畑間復旧。
  - 9月7日：公会堂前 - 旭橋間復旧。
  - 9月16日：神明 - 公会堂前間復旧。
  - 9月20日：駅前 - 神明間復旧し東田本線全線復旧。
- 1946年（昭和21年）2月13日：柳生橋支線全線復旧。
- 1948年（昭和23年）9月12日：萱町停留場を松葉町停留場に改称。
- 1949年（昭和24年）
  - 2月14日：公会堂前停留場を市役所前停留場に改称。
  - 9月1日：豊橋電気軌道が豊橋交通に社名変更。
  - 12月25日：市役所前 - 赤門前間複線化。
- 1950年（昭和25年）
  - 練兵場前停留場を球場前停留場に改称。
  - 4月7日：東田坂上 - 車庫前（後の北臨済寺） - 東田間の新線が複線で開業。東田坂上 - 本社前 - 東田間の単線旧線は非営業の車庫線に変更。
  - 7月15日：神明 - 市役所前間下りを新大手通の新線経由、上りを大手通の旧線経由とする。
  - 8月26日：駅前 - 神明間下りを駅大通の新線経由、上りを広小路通の旧線経由とする。新線に駅大通（後の名豊ビル前）停留場・新川停留場開業。
  - 9月17日：東田 - 競輪場前間 (0.3 km) が複線で開業。
  - 10月20日：駅前 - 神明間上りも広小路通から駅大通に移設・複線化。旧線の松葉町停留場・新銭町停留場廃止。
- 1951年（昭和26年）
  - 7月30日：東八町 - 前畑間複線化。
  - 10月30日：神明 - 市役所前間上りも大手通から新大手通に移設・複線化。
- 1952年（昭和27年）
  - 3月19日：前畑 - 東田坂上間複線化。
  - 10月5日：駅前 - 市民病院前間 (0.4 km) が単線で開業。
    - 市民病院前からさらに西八町まで延伸する計画が存在したが、1963年に断念している[6]。

  - 12月25日 駅前 - 市民病院前間複線化。
- 1953年（昭和28年）10月17日：柳生橋支線の起点を神明から新川に変更（0.2km短縮）。
- 1954年（昭和29年）7月22日：豊橋交通が豊橋鉄道に社名変更。
- 1960年（昭和35年）
  - 6月1日：競輪場前 - 赤岩口間 (1.2 km) が開業。車庫移転に伴い、車庫線廃止。
  - 7月1日：車庫前停留場を北臨済寺停留場に改称。
  - 12月8日：柳生橋支線でワンマン運転を開始。
- 1963年（昭和38年）
  - 7月29日：旭橋停留場を廃止。
  - 9月1日 球場前停留場を体育館前停留場に改称。
- 1968年（昭和43年）10月1日：駅大通停留場を名豊ビル前停留場に改称。
- 1969年（昭和44年）
  - 1月10日：名豊ビル前停留場を休止。
  - 5月15日：駅前 - 市民病院前間を休止。駅前停留場移設。
  - 10月4日：名豊ビル前停留場を廃止。
- 1971年（昭和46年）
  - 7月15日：神明停留場・北臨済寺停留場を廃止。
  - 8月28日：東田本線でワンマン運転を開始。
- 1973年（昭和48年）3月31日：駅前 - 市民病院前間 (0.6 km) 廃止。
- 1976年（昭和51年）3月7日：柳生橋支線 新川 - 柳生橋間 (0.9 km) を廃止[7]。
- 1982年（昭和57年）7月31日：井原 - 運動公園前間 (0.6 km) が開業[4]。日本国内の路面電車の路線延長は1968年の長崎電気軌道思案橋 - 正覚寺下（現・崇福寺）間延伸以来14年ぶり。
- 1990年（平成2年）9月30日：駅前 - 新川間のセンターポール化完成。
- 1995年（平成7年）7月27日：市役所前 - 東八町間のセンターポール化完成。
- 1996年（平成8年）
  - 6月1日：体育館前停留場を豊橋公園前停留場に改称。
  - 9月5日：新川 - 市役所前間のセンターポール化完成。
- 1998年（平成10年）2月19日：駅前停留場を150m移設し、豊橋駅前ペデストリアンデッキ下に乗り入れる（実質、1969年休止線の復活）[8]。
- 2005年（平成17年）
  - 3月31日：駅前 - 新川間に駅前大通停留場が開業。
  - 9月1日：豊橋市市制100周年を記念し「ドリームトレイン」として、モ800形1両に豊橋市の小中学校から応募した絵を装飾。
- 2024年（令和6年）11月15日：市内線の7箇所の交通信号機が右折分離式信号機に変更[9][10][11]。

## 運賃
運賃は2024年3月16日現在、大人200円・子供100円均一制で、渥美線や名古屋鉄道などと共通利用可能なICカード乗車券「manaca」をはじめ、TOICA、Suicaなどの全国相互利用サービスを取り扱うICカードが利用可能である。運動公園方面と赤岩口方面とを行き来する場合は井原で乗り継ぎとなるが、運動公園 - 井原間と井原 - 赤岩口間のそれぞれで運賃（大人200円・子供100円）を支払う必要がある。市内線（当路線）の定期券をmanacaに載せると、バス（名古屋市営バス、名鉄バス、ゆとりーとライン地上区間など）と同様の扱いになり、鉄道の定期券と同一のmanaca一枚に載せると下段に印字される。2019年10月1日からの消費税税率の10%への増税に伴い、1997年と2014年の増税時には据え置いた運賃を大人180円に改定し、30年ぶりに値上げされた。1日乗車券も500円に値上げされた。その後2024年3月16日に行われた運賃改定によって、大人運賃は200円、1日乗車券は550円となった。

## 運行形態
日中時間帯は駅前停留場から赤岩口行きと運動公園前行きが交互に、それぞれ15分間隔（駅前 - 井原間は7分30秒間隔）で運行されている。朝夕には競輪場前折り返しの電車も設定され、最短5分間隔で運行される。また乗客・下車客がいなければ停留場を通過する。さらに、「豊橋まつり」・「炎の祭典」・「納涼祭り（夜店）」・豊橋市民球場におけるプロ野球公式戦など、沿線でイベントが開催される時には臨時電車が増発される。車庫が赤岩口にある関係で、深夜の列車はほとんどが赤岩口行きとなっている（ただし、運動公園前 - 赤岩口間の回送列車も設定されている）。

### イベント電車

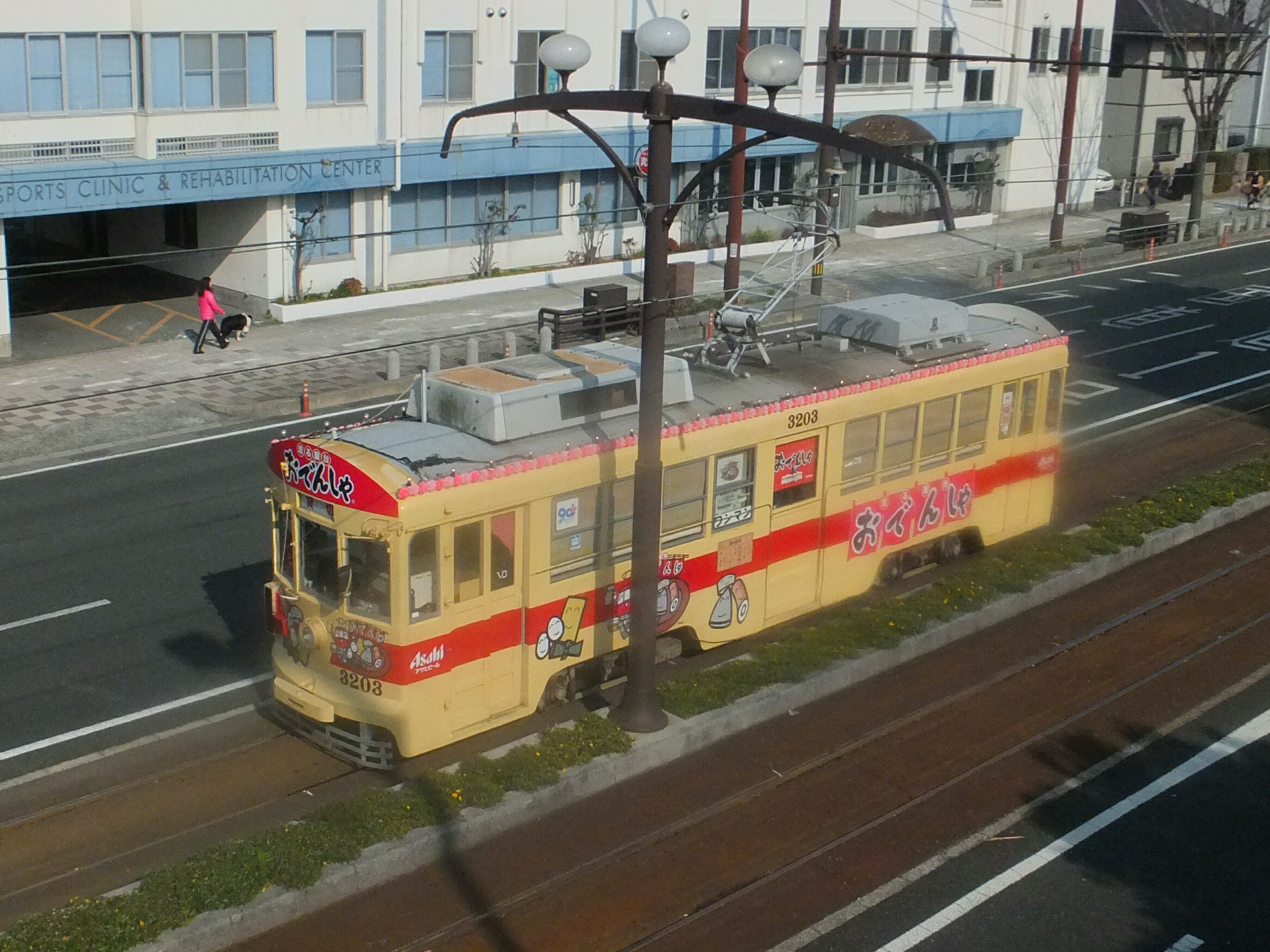
おでんしゃ

東田本線では、毎年様々なイベント電車が運行されている。以前はイベント用に1両のみ残ったモ3100形3102号（2018年3月末に廃車）が使用されていたが、2010年からはモ3200形3203号が使用されている。
主なイベント電車は以下の通り。
納涼ビール電車
6月から8月にかけて、駅前 - 運動公園前間で1日2往復運行される。要予約。
花電車
10月の「豊橋まつり」が近付くと祭り1週間程前から当日まで運行される。他地域での花電車は回送扱いで運行し旅客は乗れないことが多いが、豊橋では乗ることが可能で、ビール電車やおでんしゃのような団体列車でもなく、通常の旅客列車として運行している。
おでんしゃ
電車内でおでんを提供。11月から翌年の2月にかけて、駅前 - 運動公園前間で1日1往復、土休日は1日2往復運行される。要予約。「納涼ビール電車」の冬季版として2007年に運行開始。なお、この「おでんしゃ」の名称は豊橋鉄道の登録商標となっており、2015年3月には岡山電気軌道にて豊鉄の協力で「おでんしゃin岡山」が運行されている。

## 設備
工場を兼ねた車庫が赤岩口にある。これは赤岩口開業の際に設けられたもので、それまでは東田にあり、現在はスギ薬局東田店がその跡地に建っている。
車庫内の一部には、1894年に英国モスベイ社で製造されたレールが現在でも使用されている。
最大2両留置できる留置線が競輪場前停留場にあり、東田本線の営業所がここに隣接している。昼間の運転士交代はここで行われ、また夕方のラッシュ時には、ここに留置してある車両も用いられる。
上下線の渡り線は、新川停留場の西と東田坂上交差点東の2か所にある。新川の渡り線は年に1度の豊橋まつりの際に使用される。これは、電車を同停留場で折り返し運転として、ここから（豊橋）駅前までが総おどり開催のため歩行者天国となり運休するためである。東田坂上のものは、井原方面からの車両を競輪場前の留置線へ回送する際に使用される。競輪場前の留置線は、本線の単線部分に接続されているが、接続点のすぐ駅前方から複線となるため、井原方面から留置線へ無理矢理入れるためには、一度駅前方行き本線を逆走する必要があり、安全上できない。これは、競輪場前付近は軌道線用場内信号機などが設置されているため、井原方面から留置線へ入線させるには、新たな車両検知器（トロリーコンタクター）や、入れ替え信号機の設置が必要となるためと考えられる。そのため、井原方面から留置線へ入る車両は、いったん東田坂上交差点まで行き、その東側にある渡り線を利用して引き返してから留置線に進入する。

## 停留場一覧
- 全停留場とも愛知県豊橋市に所在。
- 停留場名・接続路線名は廃止時点、営業キロ・所在地は路線（区間）廃止時点のもの。
- 各停留場では駅ナンバリングを行っている。

### 営業区間
| 停留場番号 | 停留場名         | 停留 場間 キロ | 営業 キロ | 接続路線 |
| ---------- | ---------------- | -------------- | --------- | --- |
| 1          | 駅前停留場       | -              | 0.0       | 東海旅客鉄道： 東海道新幹線・CA 東海道本線〈浜松方面・名古屋方面〉(CA42)・CD 飯田線 (CD00)（豊橋駅） 名古屋鉄道：NH 名古屋本線（豊橋駅: NH01） 豊橋鉄道：■ 渥美線（新豊橋駅: 1） |
| 2          | 駅前大通停留場   | 0.3            | 0.3       | |
| 3          | 新川停留場       | 0.3            | 0.6       | |
| 4          | 札木停留場       | 0.4            | 1.0       | |
| 5          | 市役所前停留場   | 0.4            | 1.4       | |
| 6          | 豊橋公園前停留場 | 0.2            | 1.6       | |
| 7          | 東八町停留場     | 0.5            | 2.1       | |
| 8          | 前畑停留場       | 0.4            | 2.5       | |
| 9          | 東田坂上停留場   | 0.3            | 2.8       | |
| 10         | 東田停留場       | 0.5            | 3.3       | |
| 11         | 競輪場前停留場   | 0.3            | 3.6       | |
| 12         | 井原停留場       | 0.5            | 4.1       | 東田本線（運動公園前方面） |
| 13         | 赤岩口停留場     | 0.7            | 4.8       | |

| 停留場番号 | 停留場名         | 停留 場間 キロ | 営業キロ  | 営業キロ  | 接続路線 |
| 停留場番号 | 停留場名         | 停留 場間 キロ | 駅前 起点 | 井原 起点 | 接続路線 |
| ---------- | ---------------- | -------------- | --------- | --------- | -------- |
| 12         | 井原停留場       | -              | 4.1       | 0.0       | 東田本線 |
| 14         | 運動公園前停留場 | 0.6            | 4.7       | 0.6       |          |

### 廃止区間
| 停留場名         | 停留 場間 キロ | 営業 キロ | 接続路線 |
| ---------------- | -------------- | --------- | --- |
| 市民病院前停留場 | -              | 0.0       | |
| 城海津停留場     | 0.1            | 0.1       | |
| 駅前停留場       | 0.3*           | 0.4*      | 日本国有鉄道：東海道新幹線・東海道本線・飯田線（豊橋駅） 名古屋鉄道：名古屋本線（豊橋駅） 豊橋鉄道：渥美線（新豊橋駅） |

- *市民病院前 - 駅前間休止時に駅前停留場を新川寄りに0.2km移設しているので同区間の実際の休止・廃止キロ数は0.6 km。1998年に駅前停留場が豊橋駅寄りに移設され0.2 km「復活」している。

| 停留場名   | 停留 場間 キロ | 営業 キロ | 接続路線           |
| ---------- | -------------- | --------- | ------------------ |
| 新川停留場 | -              | 0.0       | 豊橋鉄道：東田本線 |
| 中柴停留場 | 0.4            | 0.4       |                    |
| 松山停留場 | 0.2            | 0.6       |                    |
| 柳生橋駅   | 0.3            | 0.9       | 豊橋鉄道：渥美線   |

## 車両

### 運用中の車両
一部を除き、ほとんどの車両が全面広告塗装（またはラッピング車）となっている。
モ3200形
1976年（昭和51年）と1981年（昭和56年）に、名古屋鉄道より岐阜市内線・美濃町線で使用されていたモ580形を、合計3両譲り受けたもの。全3両のうち1両（モ3203）が2009年からイベント用となっている（イベントのない期間は通常の運用に入る）。またこのうち、モ3201は2019年9月19日をもって営業運転を終了した。また、モ3202も2020年2月11日をもって営業運転を終了した。
モ3500形
1992年（平成4年）と1999年（平成11年）に、東京都交通局（都電荒川線）より7000形を、合計4両譲り受けたもの。東田本線ではモ3300形に次ぐ間接制御車。
モ780形
2005年（平成17年）より名古屋鉄道岐阜市内線・揖斐線（廃止）で使用されていた車両を7両すべてを譲り受け、モ3100形電車の後継車として投入、東田本線の主力車両となっている。豊橋鉄道としては初のVVVFインバータ制御車。
モ800形
2005年（平成17年）、名古屋鉄道から美濃町線（廃止）で使用されていたモ800形全3両のうち1両（モ801）を譲り受けて投入。部分低床構造で、東田本線では初のLRV車両である。2018年に改造を受け、運動公園前方面への入線が可能となった。残る2両（モ802・モ803）は福井鉄道で使用されていたが、2018年12月26日に豊橋鉄道が購入することが発表され、2019年3月13日に福井鉄道から搬出された。このうちモ802は2019年10月16日より、モ803は2020年4月11日に営業運転を開始した。
T1000形
『豊橋路面電車活性化事業計画』の一環として、2008年（平成20年）12月19日より運用が開始されたLRV車両。車体構造は全面低床・全鋼製連接車（2台車3車体）でアルナ車両による製造。豊橋電気軌道創業以来83年ぶりの（他社車両の譲渡によらない）自社発注による新造車両。愛称は「ほっトラム」。井原停留場から運動公園前停留場へ向かう急カーブが車両構造上通過不能なため、運動公園前停留場には乗り入れない。

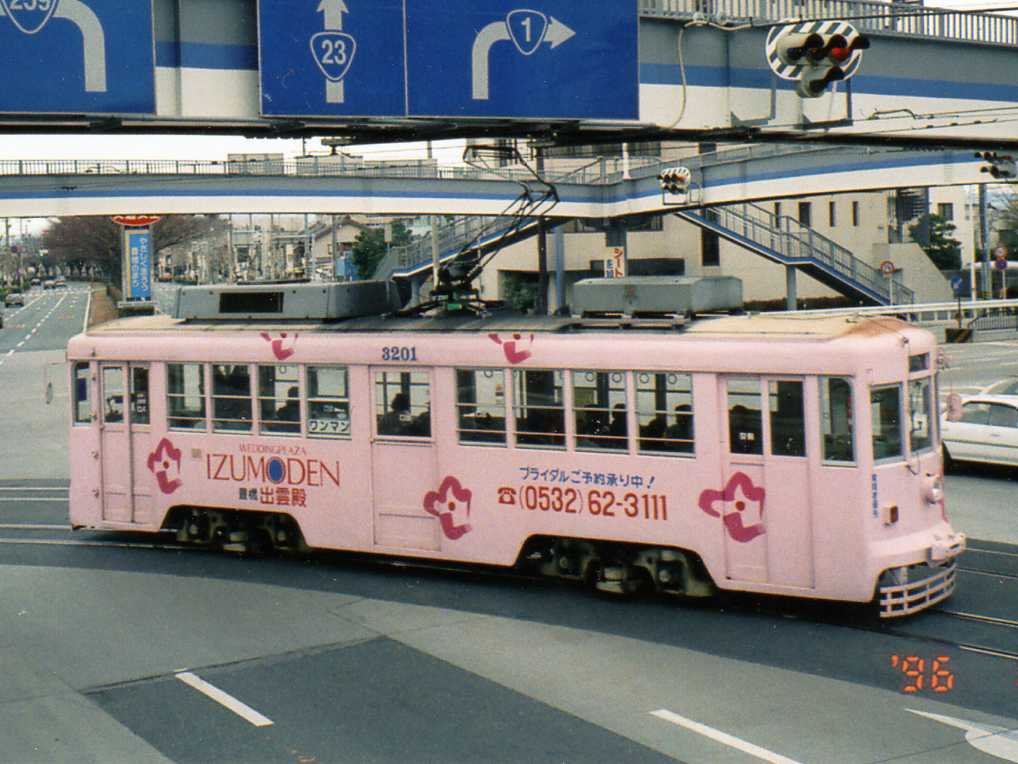
モ3200形
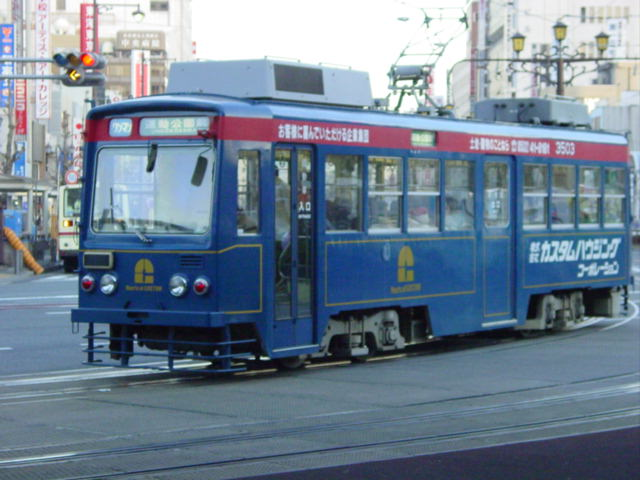
モ3500形
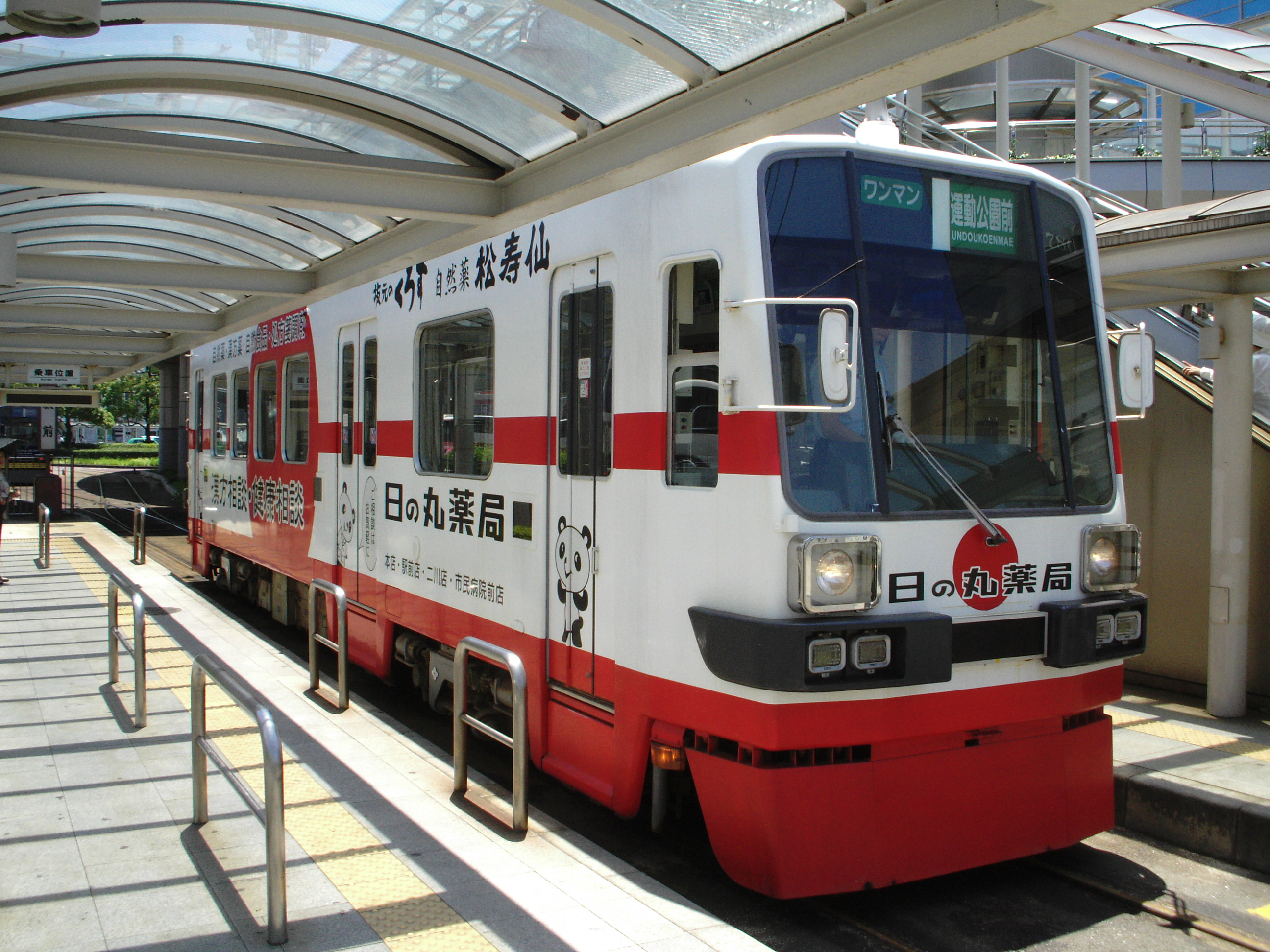
モ780形
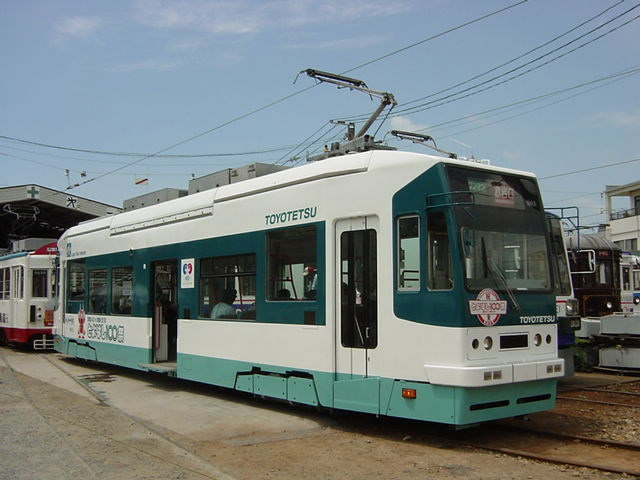
モ800形

### 運用終了車両

#### 単車
モハ100形
開業時の1925年（大正14年）に1形として新造された。1957年（昭和32年）に全車廃車。
モハ200形
1949年（昭和24年）に運用を開始した元旭川市街軌道の車両。市内線初の半鋼製車両。1965年（昭和40年）に全車廃車。
モハ300形
1950年（昭和25年）に名古屋市電より購入したダブルルーフ・オープンデッキの車両。1963年（昭和38年）に全車廃車。
モハ400形
1951年（昭和26年）に名古屋市電より購入した車両。旧・桑名電軌の車両と旧・下之一色電車軌道の車両の2種類あったが、同じ形式とされた。1963年に全車廃車。
モハ500形
1957年（昭和32年）に名古屋市電より購入した半鋼製電車。1968年（昭和43年）に全車廃車され、豊橋鉄道の単車は消滅。

#### ボギー車

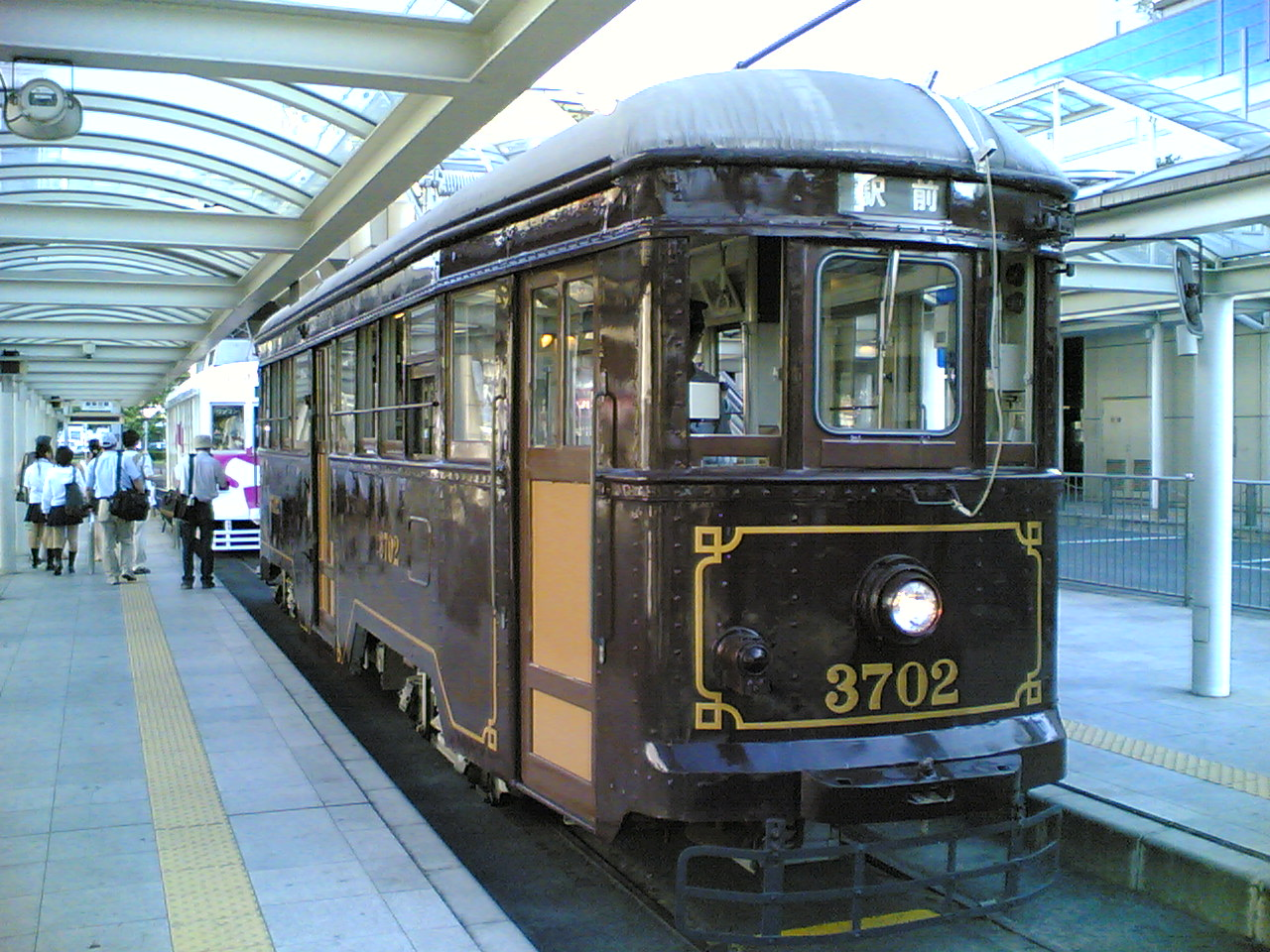
モ3700形 2005年8月、駅前

モ3600形
1961年（昭和36年）に三重交通より神都線モ541形電車を譲り受けたもので、市内線初のボギー車となった。1971年（昭和46年）に全車廃車。
モ3700形
1963年（昭和38年）に、名古屋市電よりBLA形電車を譲り受けたもの。初期の狭軌用半鋼製低床ボギー車。4両が活躍していたが、1970年代に3両が廃車され、残った1両が「レトロ電車」として親しまれて来たが、2007年（平成19年）に運用終了。2008年（平成20年）から豊橋市の「こども未来館」に静態保存。
モ3800形
1963年（昭和38年）に名古屋市電より900形電車を譲り受けたもの。入線当初は800形だったが、1968年（昭和43年）の改番により3800形となった。1989年（平成元年）までに全車廃車。
モ3900形
1964年（昭和39年）に名古屋市電より1150形電車を譲り受けたもの。1971年（昭和46年）に全車廃車。
モ3300形
1967年（昭和42年）に、北陸鉄道金沢市内線（廃止）よりモハ2300形電車を合計2両譲り受けたもの。入線当初は300形（2代目）だったが、1968年（昭和43年）の改番により3300形となった。
モ3100形
1971年（昭和46年）に、名古屋市電（廃止）の1400形後期形車両を譲り受けた車両。東田本線の主力車両として用いられてきたが、2006年（平成18年）までに3102号車以外の車両は廃車され、3102号車のみイベント用として広告部分を消去した上で、2011年（平成23年）まで使用された。同年以降休車となっていたが、2018年（平成30年）に廃車（搬出、解体）された。
- モ3700形
2005年8月、駅前

### 車両数の変遷
| 年         | モ3100形 | モ3200形 | モ3300形 | モ3700形 | モ3800形 | モ3500形 | モ780形 | モ800形 | T1000形 | 計（冷房車） |
| ---------- | -------- | -------- | -------- | -------- | -------- | -------- | ------- | ------- | ------- | ------------ |
| 1982       | 9        | 3        | 2        | 1        | 1        |          |         |         |         | 16           |
| 1983       | 9        | 3        | 2        | 1        | 1        |          |         |         |         | 16           |
| 1984- 1988 | 9        | 3        | 2        | 1        | 1        |          |         |         |         | 16           |
| 1989       | 9        | 3        | 2        | 1        |          |          |         |         |         | 15           |
| 1990       | 8        | 3        | 2        | 1        |          |          |         |         |         | 14           |
| 1991       | 8        | 3        | 2        | 1        |          |          |         |         |         | 14(2)        |
| 1992       | 8        | 3        | 2        | 1        |          |          |         |         |         | 14(4)        |
| 1993       | 7        | 3        | 2        | 1        |          | 2        |         |         |         | 15(6)        |
| 1994       | 7        | 3        | 2        | 1        |          | 2        |         |         |         | 15(8)        |
| 1995       | 7        | 3        | 2        | 1        |          | 2        |         |         |         | 15(10)       |
| 1996- 1999 | 7        | 3        | 2        | 1        |          | 2        |         |         |         | 15(12)       |
| 2000- 2005 | 7        | 3        |          | 1        |          | 4        |         |         |         | 15(14)       |
| 2006       | 1        | 3        |          | 1        |          | 4        | 7       | 1       |         | 17(16)       |
| 2007       | 1        | 3        |          |          |          | 4        | 7       | 1       |         | 16(16)       |
| 2008       | 1        | 3        |          |          |          | 4        | 7       | 1       |         | 16(16)       |
| 2009- 2011 | 1        | 3        |          |          |          | 4        | 7       | 1       | 1       | 17(17)       |
| 2012- 2018 |          | 3        |          |          |          | 4        | 7       | 1       | 1       | 16(16)       |
| 2019       |          | 3        |          |          |          | 4        | 7       | 2       | 1       | 17(17)       |
| 2020       |          | 1        |          |          |          | 4        | 7       | 3       | 1       | 16(16)       |

- 1982・83年は1月1日現在、84年以降は4月1日現在
- 『私鉄車両編成表』各年版、ジェー・アール・アール

## 東田本線が通る道路
- 大橋通り
- 駅前大通り
- アゼリア通り
- 大池通り
- 田原街道
- 札木通り
- 蒲郡街道
- 八町通り
- 多米街道
- 市電通り
- 運動公園通り